# 클린트 뎀프시
클린턴 드루 "클린트" 뎀프시(영어: Clinton Drew "Clint" Dempsey, 1983년 3월 9일, 캘리포니아주 ~ )는 미국의 전 축구 선수로, 선수 시절 마지막 팀은 메이저 리그 사커의 시애틀 사운더스이다.

## 클럽 경력

### 토트넘 홋스퍼
2012년 8월 31일 뎀프시는 이적시장 마지막날 리버풀 FC의 구애를 뿌리치고 잉글랜드의 토트넘 홋스퍼 FC에서 메디컬 테스트를 거쳐 입단이 확정되었다. 그는 이적후 2012년 9월 30일 맨체스터 유나이티드 FC과의 올드 트래퍼드 원정에서 팀의 3번째 골을 성공시켰는데, 이는 그가 처음으로 맨체스터 유나이티드 FC를 상대로 올드 트래퍼드 원정에서 골을 기록한 것이였다.

## 수상
미국
- CONCACAF 골드컵 : 우승 (2005, 2007), 준우승 (2011)
- FIFA 컨페더레이션스컵 : 준우승 (2009)

개인
- FIFA 컨페더레이션스컵 : 브론즈볼 (2009)
- 2014년 FIFA 월드컵 맨 오브 더 매치 : vs. 가나 (조별리그)

## 같이 보기
- 가레스 베일
- 토트넘 홋스퍼 FC